# Белорецкий, Григорий Прокофьевич
Григорий Прокопьевич Белорецкий (настоящая фамилия — Ларионов) (19 [31] января 1879, Белорецкий завод, Оренбургская губерния — 18 [31] января 1913, Скопин, Рязанская губерния) — писатель, фольклорист.

## Биография
Родился в посёлке Белорецкий Завод на Южном Урале Уфимской губернии в зажиточной семье приказчика. В 1896 году с золотой медалью окончил Уфимскую гимназию, в 1901 году — Военно-медицинскую академию в Санкт-Петербурге. Познакомился с П. Ф. Якубовичем и В. Г. Короленко, творческие контакты с которым сохранил до конца жизни. Опубликовал статью «Заводская частушка», определившую одно из направлений литературной деятельности Белорецкого, как собирателя «фабричных песенок уральских заводов». Статья была напечатана в газете «Уральская жизнь» (1901), в которой Белорецкий поместил и свою следующую сатью «Несколько слов о частушке» (1902). Белорецкий записал более 500 фабричных и бытовых частушек, частично
опубликованных в очерке «Заводская поэзия» (1902). Сотрудничал с журналами «Русское богатство», «Вестник Европы», «Уральская жизнь», в которых публиковал очерки и рассказы «Один из назревших вопросов (о ненормально высокой смертности в России и в Приуральских губерниях в частности)» (1901), «Страдалец», «Юбилей» (оба ― 1902), «Сказитель — гусляр в Уральском крае» (1902), «В сумасшедшем доме» (1903), «Поздней осенью», «Летней ночью» (оба ― 1904), цикл «Уральские этюды» (1904). В своих произведениях Белорецкий с искренним сочувствием описывает безрадостную жизнь своих героев ― разочаровавшегося сельского учителя, врача больницы, бессильного улучшить жизнь крестьян «каплями» и «порошками», безземельного крестьянина, приехавшего на заработки из «Расеи», спившегося рабочего, истязающего свою жену,― но и подобно им, тоскуя «по лучшей доле», испытывает чувство безысходности и отчаяния.
Весной и летом 1904 года Белорецкий ― на медицинской службе в Восточном отряде русских войск в Маньчжурии. Демобилизовавшись по тяжёлому ранению (вернулся на непродолжительное время в Белорецк, затем уехал в Петербург), Белорецкий опубликовал повесть «На войне» (1905) ― записную книжку очевидца, в которой выразительные фигуры офицеров, врачей и солдат выписаны немногими, неглубокими, но верными штрихами, и ужас войны, хоть автор и не сгущает красок, выступает во всей своей кровавой яркости». В 1906 году эта повесть и три рассказа ― «На чужой стороне» (1905), «В чужом пиру» (1905) и «Химера» (1906) ― вышли (с восстановленными цензурными купюрами) в Санкт-Петербурге отдельной книгой ― «Без идеи», которая была сразу же конфискована. Поводом послужил донос неизвестного генерал-лейтенанта: «Изложение автора-очевидца вполне тенденциозное, а тон рассказов местами явно оскорбительный по отношению к нашим войскам». А. Г. Горнфельд, сопоставляя книгу Белорецкого с «Красным смехом» Л. Н . Андреева, писал: Белорецкий «сам проделал эту печальную войну и не на высотах теоретической мысли, а в низах непосредственных переживаний нашёл ту формулу, которая так подходит к нашей минувшей войне, так полно охватывает её ужасы и ее безумие… „Без идеи“ ― это её символ, её трагедия».
За эти произведения преследовался цензурой. Ему запретили проживать в Санкт-Петербурге, ограничили занятия врачебной деятельностью. В конце жизни работал военным врачом в гарнизонах. В 1913 году покончил жизнь самоубийством в г. Скопине Рязанской губернии.

### Избранные произведения
- Очерки «Сказитель-гусляр в Уральском крае», «Заводская поэзия» (1902).
- Около 500 частушек, собранных на заводах Юж. Урала.
- Рассказы и очерки из народного быта — «Страдалец», «Юбилеи»
- Повести «В сумасшедшем доме» (1903), рассказы «Поздней осенью» и «Летней ночью» из цикла «Уральские этюды» (1904)
- Без идеи: из рассказов о войне. — СПб., 1906.
- Избранное. — Уфа, 1958.

## Память
В городе Белорецке РБ установлен памятник писателю.
Белорецким городским Советом учреждена премия имени Григория Белорецкого (Ларионова) (2002).